# Pseudocnus alcocki
Pseudocnus alcocki is een zeekomkommer uit de familie Cucumariidae.
De wetenschappelijke naam van de soort werd in 1908 gepubliceerd door René Koehler & Clément Vaney.